# Роздражевский, Якуб Иероним
Якуб Иероним Роздражевский (ок. 1621 — 4 апреля 1662) — польский государственный и военный деятель, каштелян калишский, воевода иновроцлавский (1655—1662).

## Биография
Представитель польского дворянского рода Роздражевских герба «Долива». Сын старосты одолянувского Яна Роздражевского (ок. 1595—1628) и Гризельды Собеской, внук каштеляна познанского Яна Роздражевского (ок. 1543—1600).
Братья Якуб Иероним и Кшиштоф Александр осиротели в детстве и находились на попечительстве родственников своего отца, в том числе каштеляна мендзыжечского Иеронима Яроша Роздражевского. В 1632 году братья поступили в Краковскую Академию, где проучились до 1635 года, или, возможно, немного дольше. В 1638 году Якуб Иероним и Кшиштоф Александр Роздражевские через Гданьск отправились в Западную Европу. Во время пребывания в Нидерландах в 1638 году скончался старший из братьев — Кшиштоф Александр.
В 1641 году Якуб Иероним Роздражевский посетил Лёвен, Брюссель и Лондон, а в следующем году он вернулся на родину. С июня 1643 года он прилагал усилия, чтобы жениться на одной из сестер воеводы познанского Кшиштофа Опалинского, но не смог добиться желаемого. В 1644 году Якуб Иероним Роздражевский женился на Анне Беате, вдове маршалка надворного коронного Станислава Пшиемского (ум. 1642). в качестве приданого он получил староство конинское.
В декабре 1644 года на сеймике великопольской шляхты в Сьроде-Великопольской Роздражевский был впервые избран депутатом (послом) на сейм. В 1646 году он был вторично избран послом на сейм. Якуб Иероним Роздражевский участвовал в вербовке солдат для запланированной королем Владиславом IV войны против Османской империи. В начале восстания Хмельницкого на Украине (1648—1655) сеймик в Сьроде-Великопольской с участием Роздражевского в июне 1648 года постановил выставить три конных полка, вооруженных аркебузами, из которых одним командовал Роздражевский, а вторым — воевода калишский Анджей Грудзинский. Незадолго до этого сеймика, в мае 1648 года умерла его жена Анна Беата.
В 1649 году на коронационном сейме Яна Казимира Вазы Якуб Иероним Роздражевский получил должность каштеляна калишского. 20 сентября 1649 года он вторично женился на Катарине Опалинской (ум. 1680/1681), дочери маршалка великого коронного Лукаша Опалинского. Благодаря браку, Якуб Роздражевский получил более 700 тысяч злотых, в том числе имение Вёнзовна на Мазовии.
В 1652 году Якуб Иероним Роздражевский получил должность воеводы иновроцлавского, в том же году его шурин Петр Опалинский передал ему староство одолянувское. В начале Шведского потопа Якуб Иероним Роздражевский 25 июля 1655 года подписал под Уйсьцем акт о капитуляции великопольского ополчения, затем быстро прибыл в Познань, где 27 июля он был обвинен в государственной измене. Позднее уехал в Силезию, весной 1656 года он организовал партизанские действия против шведских оккупантов, принимал участие в боях под Лешно (апрель), Косцяном (май) и Варшавой (вторая половина мая). Осада Лешно, длившаяся до 8 ноября 1656 года, закончилась успешно для Роздражевского, захватившего город.
Несмотря на значительные активы, которые смог собрать Якуб Иероним Роздражевский, к концу жизни он находился в долгах, которые оценивались в 1,1 миллиона злотых
4 апреля 1662 года Якуб Иероним Роздражевский скончался и был похоронен в Козмине.

## Браки и дети
1-я жена с 1644 года Анна Беата (ум. 1648), вдова маршалка надворного коронного Станислава Пшиемского (ум. 1642). Дети:
- Ян Франтишек Роздражевский, каштелян мендзыжечский и староста одолянувский

2-я жена с 1649 года Катарина Опалинская (ум. 1680/1681), дочь Лукаша Опалинского. Дети:
- Станислав Роздражевский, староста одолянувский
- Михаил Роздражевский, староста сьродский и одолянувский
- Адам Роздражевский
- Людвика Тереза Роздражевская, жена с 1668 года воеводы подляшского Мартина Оборского
- София Анна Роздражевская, жена с 1670 года каштеляна конарского Александра Яна Венжика.